# Anton Ascher (Schauspieler, 1820)
Anton Ascher (* 15. Juli oder 16. Juli 1820 in Dresden; † 21. April 1884 in Meran, Österreich-Ungarn) war ein deutscher Theaterschauspieler,  -regisseur und -direktor.

## Leben

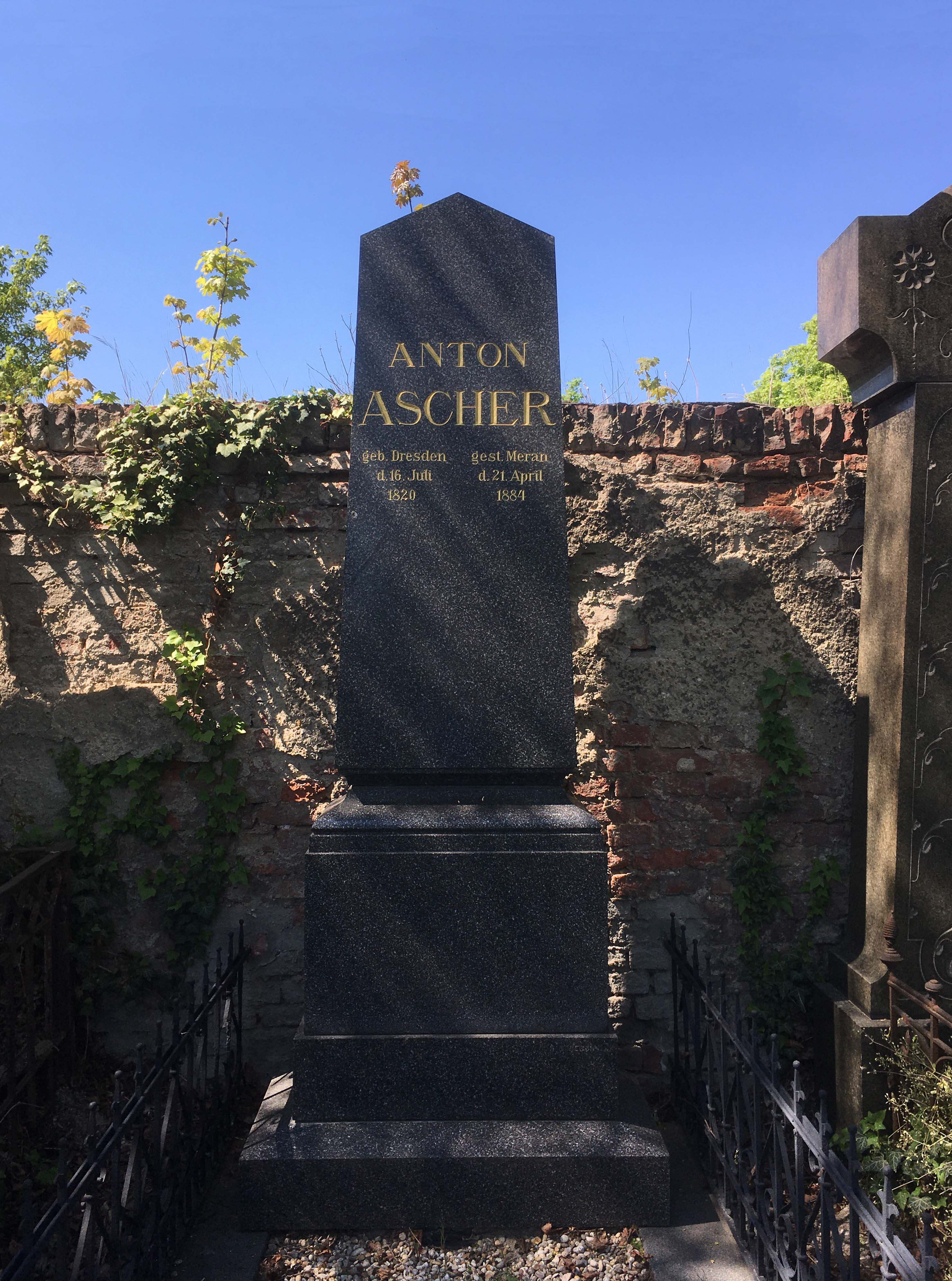
Anton Aschers Grabstein am Wiener Zentralfriedhof nennt den 16. Juli 1820 als sein Geburtsdatum.

Ascher nahm nach dem Tod seines Vaters, der ein wohlhabender Kaufmann und strikt gegen den Berufswunsch „Schauspieler“ war, auf Anraten des Hofschauspielers Ferdinand Heckscher dramatischen Unterricht für die Bühne bei Ludwig Tieck. 1838 debütierte Ascher in einer kleinen Nebenrolle in Hainichen. Es folgten Auftritte in Meißen, Bautzen und Zittau. 1839 spielte er am Hoftheater in Wiesbaden und Hannover. Von 1840 bis 1844 begann sein Engagement am Hoftheater Dresden. Es folgten 1845 Hamburg, 1846 bis 1848 Königsberg und 1848 bis 1849 das Hoftheater Kassel. Von 1848 bis 1860 war er Oberregisseur am Friedrich-Wilhelm-Städtischen Theater in Berlin und von 1860 bis 1863 Regisseur und Schauspieler am Wiener Quai-Theater. Als dieses im Juni 1863 abgebrannt war, wechselte er ans Wiener Carl-Theater, wo er von 1866 bis 1872 Direktor war. Anschließend übersiedelte er nach Meran, wo er 1884 starb. In der Folge wurde er nach Wien überführt und am Israelitischen Friedhof des Wiener Zentralfriedhofes (Tor 1, Gruppe 6, Reihe 29, Grabnummer 56) begraben. Ascher war seit 1848 mit der Schauspielerin Wilhelmine Rubenow verheiratet.